# William Ebenstein
William Ebenstein (Viena, 11 de mayo de 1910 – Santa Bárbara, 28 de abril de 1976) fue un politólogo estadounidense de origen centroeuropeo.
Alumno de la Universidad de Viena, fue profesor de Ciencias Políticas en la Universidad de Wisconsin, así como también en las universidades de Princeton y de California. Fue autor de obras como Fascist Italy (1939), The Nazi State (1943), The Pure Theory of Law (1945), The German Record: A Political Portrait (1945), Man and the State: Modern Political Ideas (1947) o Great political thinkers : Plato to the present (1951), entre otras.